# 대한민국의 소방청장
소방청장(消防廳長)은 소방청을 대표하는 직위로, 소방총감으로 보한다.

## 임명
- 소방청장은 대통령이 임명한다.

## 역할
- 각 행정기관의 장은 소관사무를 통할하고 소속공무원을 지휘·감독한다.
- 소방청장은 소방에 관한 사무를 관장한다.
- 중앙긴급구조통제단장을 겸하여 긴급구조에 관한 사항의 총괄·조정, 긴급구조기관 및 긴급구조지원기관이 하는 긴급구조활동의 역할 분담과 지휘·통제한다.[2]

### 소방기본법상 소방청장으로서 역할
- 대형재난 등 필요시 소방본부장·서장 지휘 및 감독(§3)
- 위급상황시 화재·진압구조·구급 등‘소방활동’지시(§16)
- 시·도 소방력 부족 시 국가차원의 소방력 동원(§11의2)
- 산불진압, 자연재해 등 피해복구‘소방지원활동’지시(§16의2)
- 소방활동 종사명령(§24), 강제처분(§25), 피난명령(§26)

### 재난 및 안전관리 기본법상 중앙긴급구조통제단장으로서 역할
- 긴급구조 총괄·조정, 기관 간 역할분담 및 지휘·통제(§49①)
- 대규모 재난발생, 그 밖에 필요 인정 시 직접 현장지휘(§52④)
- 기관 간 공조체계 유지, 관계기관 소속 직원의 파견요청(§49②)
- 소속 긴급구조요원의 신속한 출동 및 긴급구조활동 지시(§51②)
- 긴급구조지원기관의 지원요원·장비·물자 지원요청(§51②)
- 인명·재산피해 방지를 위한 대피명령(§40), 강제대피조치(§42)
- 인명·재산피해 방지와 질서유지를 위한 위험구역 설정(§41)
- 응급조치물자 긴급수송차량 외 도로통행 금지·제한(§41)
- 급박한 상황시 응급조치 종사 지시 또는 소유물 일시사용(§45)
- 항공기 등 조난 사고 시 수색구조 계획수립·시행(§57) 등
- 재난의 규모와 유형에 따른 긴급구조대응계획 수립·시행(§54)
- 재난상황 종료 후 긴급구조지원기관에 대한 종합 명령 게시(&51)

## 역대 기관장

### 미군정청 소방국장
| 정부    | 대수 | 이름                                  | 계급        | 임기                            | 비고 |
| ------- | ---- | ------------------------------------- | ----------- | ------------------------------- | ---- |
| 미 군정 | 초대 | 소령 엘버트 월라스(Elbert C. Wallace) | 미육군 소령 | 1945년 9월 2일~1946년           |      |
| 미 군정 | 2대  | 천종효(千宗孝)                        |             | 1946년~1947년 3월 9일           |      |
| 미 군정 | 3대  | 서상일(徐相日)                        |             | 1947년 3월 29일~1948년 8월 15일 |      |

대한민국 정부 수립 이후 경찰국 소방과로 편입됨

### 내무부 소방국장
| 정부        | 대수           | 이름           | 계급                              | 임기                             | 비고 |
| ----------- | -------------- | -------------- | --------------------------------- | -------------------------------- | ---- |
| 제4공화국   | 초대           | 최창주(崔昌柱) | 별정2갑                           | 1975년 8월 29일~1976년 7월 25일  |      |
| 제4공화국   | 2대            | 정시채(丁時采) | 별정2갑                           | 1976년 7월 26일~1978년 2월 21일  |      |
| 제4공화국   | 3대            | 강두현(姜斗鉉) | 별정2갑                           | 1978년 2월 22일~1980년 10월 31일 |      |
| 제4공화국   | 4대            | 한청수(韓淸洙) | 부이사관                          | 1980년 11월 29일~1982년 7월 8일  |      |
| 제5공화국   | 4대            | 한청수(韓淸洙) | 부이사관                          | 1980년 11월 29일~1982년 7월 8일  |      |
| 5대         | 박진구(朴進球) | 이사관         | 1982년 7월 9일~1983년 12월 26일   |                                  |      |
| 6대         | 김대양(金大洋) | 소방정감       | 1983년 12월 27일~1985년 12월 13일 |                                  |      |
| 7대         | 유경호(柳景鎬) | 이사관         | 1985년 12월 24일~1986년 10월 30일 |                                  |      |
| 8대         | 이판석(李判石) | 소방정감       | 1986년 11월 21일~1987년 12월 30일 |                                  |      |
| 9대         | 김영환(金英煥) | 이사관         | 1987년 12월 31일~1988년 6월 3일   |                                  |      |
| 9대         | 김영환(金英煥) | 이사관         | 1987년 12월 31일~1988년 6월 3일   | 노태우 정부                      |      |
| 10대        | 범택균(范澤均) | 이사관         | 1988년 6월 4일~1989년 12월 26일   |                                  |      |
| 11대        | 김덕영(金德永) | 이사관         | 1989년 12월 27일~1990년 6월 26일  |                                  |      |
| 12대        | 석영철(石泳哲) | 이사관         | 1990년 6월 27일~1991년 1월 9일    |                                  |      |
| 13대        | 조남성(趙南星) | 이사관         | 1991년 1월 10일~1992년 5월 8일    |                                  |      |
| 14대        | 이봉섭(李鳳燮) | 이사관         | 1992년 5월 16일~1993년 6월 5일    |                                  |      |
| 김영삼 정부 | 15대           | 노승기(魯昇基) | 소방정감                          | 1993년 6월 8일~1994년 9월 26일   |      |
| 김영삼 정부 | 16대           | 최재홍(崔在洪) | 소방정감                          | 1994년 9월 27일~1995년 9월 30일  |      |
| 김영삼 정부 | 17대           | 강원도(姜元道) | 소방정감                          | 1995년 10월 5일~1996년 11월 8일  |      |
| 김영삼 정부 | 18대           | 이무열(李武烈) | 소방정감                          | 1996년 11월 8일~1998년 3월 31일  |      |

### 행정자치부 소방국장
| 정부        | 대수           | 이름                            | 계급     | 임기                             | 비고 |
| ----------- | -------------- | ------------------------------- | -------- | -------------------------------- | ---- |
| 김대중 정부 | 19대           | 이학기(李學起)                  | 소방정감 | 1998년 4월 1일~1999년 3월 26일   |      |
| 김대중 정부 | 20대           | 정충일(鄭忠一)                  | 소방정감 | 1999년 3월 27일~2000년 7월 7일   |      |
| 김대중 정부 | 21대           | 신주영(申珠暎)                  | 소방정감 | 2000년 7월 8일~2001년 12월 18일  |      |
| 김대중 정부 | 22대           | 김명현(金明顯)                  | 소방정감 | 2001년 12월 19일~2003년 6월 28일 |      |
| 노무현 정부 | 22대           | 김명현(金明顯)                  | 소방정감 | 2001년 12월 19일~2003년 6월 28일 |      |
| 23대        | 남상호(南相浩) | 2003년 7월 28일~2004년 6월 25일 | 소방정감 |                                  |      |

### 소방방재청장
| 정부        | 대수 | 이름           | 계급     | 임기                             | 비고                    |
| ----------- | ---- | -------------- | -------- | -------------------------------- | ----------------------- |
| 노무현 정부 | 초대 | 권욱(權郁)     | 정무직   | 2004년 6월 1일~2006년 1월 31일   | 차관급으로 격상         |
| 노무현 정부 | 2대  | 문원경(文元京) | 정무직   | 2006년 2월 1일~2008년 3월 7일    |                         |
| 이명박 정부 | 3대  | 최성룡(崔成龍) | 정무직   | 2008년 3월 8일~2009년 10월 13일  | 최초의 소방관 출신      |
| 이명박 정부 | 4대  | 박연수(朴演守) | 정무직   | 2009년 10월 14일~2011년 7월 26일 |                         |
| 이명박 정부 | 5대  | 이기환(李起桓) | 소방총감 | 2011년 7월 26일~2013년 3월 17일  | 최초의 현직 소방관 출신 |
| 박근혜 정부 | 6대  | 남상호(南相浩) | 정무직   | 2013년 3월 18일~2014년 10월 31일 |                         |
| 박근혜 정부 | -    | 조송래(趙宋來) | 소방정감 | 2014년 11월 1일~2014년 11월 18일 | 직무대행                |

### 국민안전처 중앙소방본부장
| 정부        | 대수 | 이름           | 계급     | 임기                             | 비고 |
| ----------- | ---- | -------------- | -------- | -------------------------------- | ---- |
| 박근혜 정부 | 초대 | 조송래(趙宋來) | 소방총감 | 2014년 11월 19일~2017년 7월 25일 |      |

### 소방청장
| 정부        | 대수 | 이름           | 계급     | 임기                             | 비고     |
| ----------- | ---- | -------------- | -------- | -------------------------------- | -------- |
| 문재인 정부 | -    | 조종묵(趙鐘默) | 소방정감 | 2017년 7월 26일~2017년 8월 7일   | 직무대행 |
| 문재인 정부 | 초대 | 조종묵(趙鐘默) | 소방총감 | 2017년 8월 8일~2018년 12월 14일  |          |
| 문재인 정부 | 2대  | 정문호(鄭文鎬) | 소방총감 | 2018년 12월 15일~2020년 11월 1일 |          |
| 문재인 정부 | 3대  | 신열우(申悅雨) | 소방총감 | 2020년 11월 1일~2021년 12월 3일  |          |
| 문재인 정부 | 4대  | 이흥교(李興敎) | 소방총감 | 2021년 12월 4일~2022년 10월 21일 |          |
| 윤석열 정부 | -    | 남화영(南華榮) | 소방정감 | 2022년 10월 22일~2023년 5월 4일  | 직무대행 |
| 윤석열 정부 | 5대  | 남화영(南華榮) | 소방총감 | 2023년 5월 4일~2024년 6월 29일   |          |
| 윤석열 정부 | 6대  | 허석곤(許石坤) | 소방총감 | 2024년 6월 30일~                 |          |

## 사건·사고 및 논란

### 이기환 소방방재청장 인사전횡
현직 소방관 모임인 소방발전협의회는 '소방방재청장 권력 사유화에 대한 엄정한 조치를 촉구한다'는 제목으로 '2012년 2월 단행된 인사 이동과 관련해 소방방재청장이 특정 지역에 편중된 인사를 기용했다는 의혹이 불거졌고, 이의를 제기한 이에게는 보복성 인사 조치를 내렸다'는 내용이 담겨 있는 성명서를 발표했다.

### 최단기간(19일) 소방감에서 소방총감 승진
2014년 10월 31일 소방방재청 남상호 청장과 조성완 차장의 사표가 전격적으로 수리됨에 따라 조송래 소방방재청 119구조구급국장(소방감)이 소방방재청 차장(소방정감)으로 승진 임명되었고, 이후 19일만에 중앙소방본부장(차관급)으로 한 단계 더 올라섰다. 19일만에 2계급을 승진한 사례는 소방분야에서는 정부 수립 이래 최초의 기록이다. 소방조직 일각에선 경북 안동에서 출생해 대구에서 대학생활까지 마친 조송래 중앙소방본부장의 '지역'이 인사에 영향을 미친 건 아닌가 하는 이야기가 돌고 있다. 대한민국 인사혁신처는 "소방방재청이 해체되고 중앙소방본부가 신설되는 상황에서 발생한 일"이라고만 설명했다.

## 같이 보기
- 소방청
- 소방청 차장
- 대한민국 소방공무원